# Кравец, Людмила Степановна
Людми́ла Степа́новна Кра́вец (7 февраля 1923, Екатеринославская губерния — 23 мая 2015, Киев) — советский фельдшер-медик, участник Великой Отечественной войны, санитарный инструктор 63-го гвардейского стрелкового полка 23-й гвардейской стрелковой дивизии (12-го гвардейского стрелкового корпуса, 3-я ударная армия, 1-й Белорусский фронт), Герой Советского Союза (31.05.1945), гвардии старший сержант запаса.
Единственная женщина 23-й гвардейской стрелковой дивизии, удостоившаяся звания Героя Советского Союза.

## Биография
Родилась 7 февраля 1923 года в селе Кушугум Александровского уезда Екатеринославской губернии УССР, в семье служащего. По окончании 7 классов школьного обучения поступила в школу медсестёр в городе Запорожье, двухгодичный курс обучения в которой окончила в 1941 году.
В рядах РККА с июля 1941 года. С начала Великой Отечественной войны работала в эвакуационных госпиталях. На фронте с января 1942 года.
В 1942 году участвуя в боях на Северо-Западном фронте, получила тяжёлое ранение, но после излечения в госпитале снова вернулась в состав своей части.
В начале 1943 года была награждена медалью «За отвагу» за выполнение ночного спецзадания по агитации немецких солдат к сдаче в плен. Находясь в непосредственной близости к немецкой оборонительной линии через рупор на немецком языке зачитывала призыв к сдаче в плен. В результате на следующий день 29 немецких солдат приняли решение сдаться.
Отличилась в боевых действиях на подступах к Берлину 17 апреля 1945 года, заменив собой выбывшего из строя командира роты и лично увлекла солдат на выполнение боевых задач, стоявших перед подразделением.
Принимала участие в уличных боях в Берлине, эвакуировала раненых бойцов под огнём противника.
31 мая 1945 года удостоена звания Героя Советского Союза с вручением ордена Ленина и медали «Золотая Звезда» за номером 6740.
Демобилизована в 1946 году.
По окончании Великой Отечественной войны проживала в Запорожье и Киеве, занималась военно-патриотическим воспитанием молодёжи.
Умерла в Киеве 23 мая 2015 года.

## Награды и звания
- Герой Советского Союза (31 мая 1945 года);
- орден Ленина;
- 3 ордена Красной Звезды;
- орден Отечественной войны I степени;
- медаль «За отвагу»;
- юбилейные и памятные медали.